# Читре, Шашикумар Мадхусудан
Шашикумар Мадхусудан Читре (англ. Shashikumar Madhusudan Chitre, 7 мая 1936, Бомбей, Британская Индия — 11 января 2021, Мумбаи) — индийский математик и астрофизик, президент Индийской астрономической ассоциации. Награждён третьей по старшинству государственной наградой Индии — орденом Падма Бхушан.

## Биография
Окончил математический факультет Эльфинстонского колледжа в Бомбее в 1956 году, по окончании которого он получил стипендию герцога Эдинбургского для обучения за границей. Он поступил в Петерхаус — колледж Кембриджского университета и в 1959 году получил ещё одну степень бакалавра. В 1960 году он был избран стипендиатом Питерхауса, с которым получил степень магистра. Впоследствии он был выбран для участия в программе Gulbenkian Research, перешёл в Черчилль-колледж и в 1963 году получил докторскую степень на факультете прикладной математики и теоретической физики Кембриджа.
Начал свою карьеру преподавателем в Университете Лидса в 1963 году и работал там до 1966 года, когда он получил ещё одну стипендию для поступления в Калифорнийский технологический институт в Пасадене. В 1967 году он вернулся в Индию и присоединился к Институту фундаментальных исследований Тата, который служил базой его исследований до выхода на пенсию в 2001 году. Он жил в Мумбаи, выполняя свои обязанности в качестве академического председателя и почетного профессора Центра передового опыта в области фундаментальных наук (CBS) и почетного ученого INSA в Университете Мумбаи. Он также входил в попечительский совет JN Tata Trust и работал почетным исполнительным директором Совета стипендий Хоми Бхабха.
Ушёл из жизни 11 января 2021

## Научные интересы
Вёл научные исследования в области гелиофизики и астрофизики. Выполнил обширные исследования гравитационных линз, цикла магнитной активности Солнца, теории солнечного динамо и роли нейтрино в солнечной атмосфере.